# Лейла Гайамс
Лейла Гайамс (англ. Leila Hyams; 1 травня 1905 — 4 грудня 1977)  — американська модель та акторка.

## Вибіркова фільмографія
| Рік  |   | Українська назва           | Оригінальна назва | Роль  |
| ---- | - | -------------------------- | ----------------- | ----- |
| 1929 | ф | Жіноче диво                | Wonder of Women   | Карен |
| 1930 | ф | Дівчина, яка говорить «ні» | The Girl Said No  |       |
| 1932 | ф | Потвори                    | Freaks            |       |